# 黄泉醜女 (小説)
『黄泉醜女』（よもつしこめ）は、日本の作家である花房観音によるホラー小説。
単行本は、2015年8月3日に扶桑社より刊行された。ブックデザインは、原田恵都子（ハラダ＋ハラダ）が出がけている。カバーイラストは、髙橋映による。小説家の三輪チサは、「婚活連続殺人事件の犯人の画像を見て、『なぜ彼女が？』と考えた人は多いはず。著者はその問いの抱える闇を、言葉のメスで深く抉る。犯人ではなく、周囲の人々の心理に焦点を当てたのが素晴らしい。そして、この共感はあまりにも怖ろしい」と評している。著者の花房は、本作を書くきっかけについて、「私がfacebookに首都圏連続不審死事件の被告の獄中ブログのことを書いていたら、それを見た編集者が、声をかけてくれたものです」と語っている。

## あらすじ

### 第1章 桜川詩子 42歳 官能作家
40歳手前で官能作家としてデビューした、地味で冴えない女、桜川詩子は、自分の容姿を罵倒する言葉が多数インターネット上に書き込まれているのに気づく。中には、欲が強く、容姿が冴えないところは、春海さくらに似ているという書き込みまであった。
春海さくらというのは、複数の男たちから金をせしめ、その男たちが次々に不審死を遂げていったとされる連続殺人事件の犯人である。
そんな中、詩子は、編集者の木戸アミから、さくらについてのノンフィクション作品を書くことを提案される。
詩子はアミに、豊島区役所の新庁舎の屋上庭園で、「春海さくらは〈黄泉醜女〉かもしれない」と話す。

### 第2章 島村由布子 39歳 人材派遣会社経営
詩子とアミは、春海さくらと料理教室で一緒だった島村由布子に話をきく。由布子は、春海さくらについて、「目の玉に光がなくて怖かった」と話す。

### 第3章 佳田里美 42歳 パートタイマー
詩子とアミは、春海さくらと高校2年、3年生のときに同じクラスだった佳田里美に話をきく。里美は、高校3年生の冬に起きた、春海さくらに関するある騒動について話す。

### 第4章 高坂愛里香 53歳 家事手伝い
詩子とアミは、春海さくらが引き起こした事件で弟を失った高坂愛里香に話をきく。愛里香は、「弟は貯金をすべてあの女に持っていかれた」と話す。

### 第5章 佐藤佳代子 67歳 主婦
詩子とアミは、北海道の中標津へ行き、そのとなりの町で、春海さくらこと佐藤真樹の母親である佐藤佳代子に、真樹の生い立ちや、夫のことなどについて話をきく。夫は中標津、佳代子は釧路で生まれ育ち、ともにずっと道東で暮らしている。佳代子は、「自分が生んだ娘のはずなのに、真樹が怖かった」と語る。

### 第6章 木戸アミ 36歳 フリーライター
木戸アミは、自分の男性遍歴や春海さくらについて知りたいと強く思うようになった経緯を振り返る。またアミは、ある理由から、「詩子こそが〈黄泉醜女〉なのではないか」と考える。

### 終章 さくら
品川駅へ向かう電車の中で、詩子とアミは、春海さくらのこと、男を殺すということ、東京という街のことなどについて話し合う。

## 登場人物
桜川詩子
42歳。官能作家。高円寺に住んでいる。
春海さくら
連続殺人事件の犯人。本名は、佐藤真樹。
木戸アミ
36歳。フリーライター。編集者。
島村由布子　
39歳。人材派遣会社経営。
中松仁太郎
由布子の恋人。
佳田里美　
42歳。パートタイマー。
佳田勝
里美の夫。
高坂愛里香
53歳。家事手伝い。事件の被害者である男性の姉。
佐藤佳代子
67歳。主婦。